# Bruno Fornaciari
Bruno Fornaciari (* 17. Oktober 1881 in Sondrio; † 19. Juni 1959 in Rom) war ein italienischer Politiker und der erste faschistische Präfekt von Mailand. Er war Vizepräfekt in Florenz und Venedig, Präfekt in Triest und in der Regierung Badoglio für wenige Tage Innenminister. 
Fornaciari studierte Rechtswissenschaften und trat 1903 in die Verwaltung ein. Nachdem er in Pavia und Genua gearbeitet hatte, wurde er 1909 in die Direzione generale della sanità pubblica berufen, war also für das öffentliche Gesundheitswesen mitverantwortlich. 1923 wurde er übergangsweise Vizepräfekt in Venedig und Florenz. Im Mai 1926 trat er in die Faschistische Partei ein. 1926 wurde er Präfekt in Triest. Im Juli 1929 ging er als Direktor für das öffentliche Gesundheitswesen nach Rom, das er 1930 wieder verließ, da er als Präfekt nach Mailand entsandt wurde, wo er bis 1935 blieb.
Als Pietro Badoglio, der als Marschall von Italien den höchsten Militärrang bekleidete, Mussolini gestürzt hatte, löste er mit Wirkung zum 6. August 1943 den Partito Nazionale Fascista auf. Fornaciari sollte, obwohl selbst hochrangiger Faschist, seine Kenntnis der faschistischen Organisationen einbringen, um die Auflösung möglichst effizient durchführen zu können. Daher wurde er als Innenminister eingesetzt. Fornaciari ging allerdings wenig effizient gegen die faschistischen Strukturen vor. Selbst auf starken Druck seitens der Regierung entließ er nur 20 der 90 Präfekten und versetzte weitere zwei. Seine Trägheit kostete ihn das Vertrauen des Königs, so dass er am 9. August zurücktreten musste. Als die Alliierten ihre Bombenangriffe verstärkten, nahm Badoglio geheime Waffenstillstandsverhandlungen mit ihnen auf. Die sich daraus ergebende Kapitulation Italiens wurde am 8. September 1943 verkündet, woraufhin die deutsche Armee das Land besetzte.
Nach dem Krieg wurde Fornaciari 1948 zum Mitglied des Staatsrats (Consiglio di Stato) ernannt, bis er 1951 in den Ruhestand versetzt wurde.